# Drucklufthammer

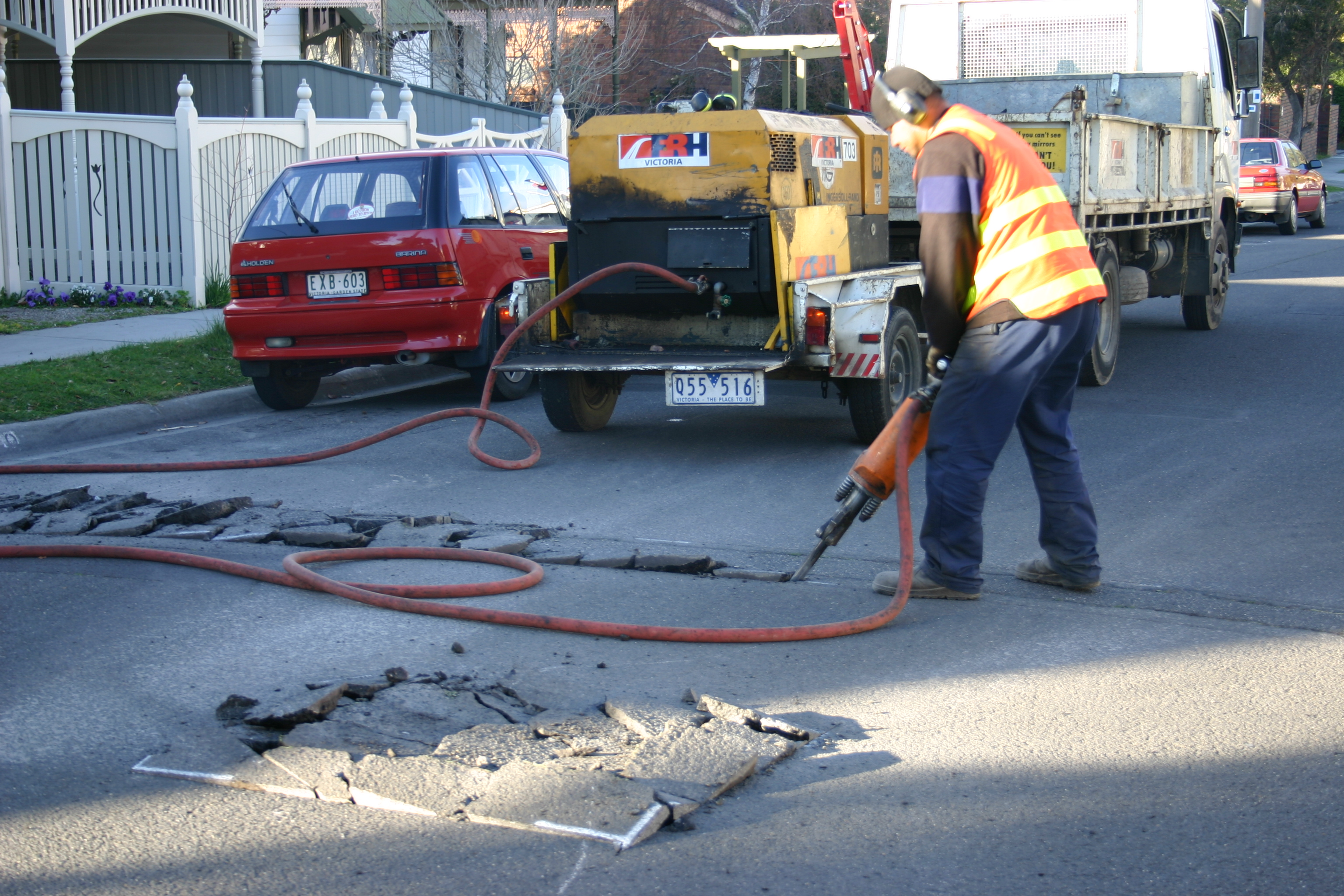
Drucklufthammer im Straßenbau, Australien

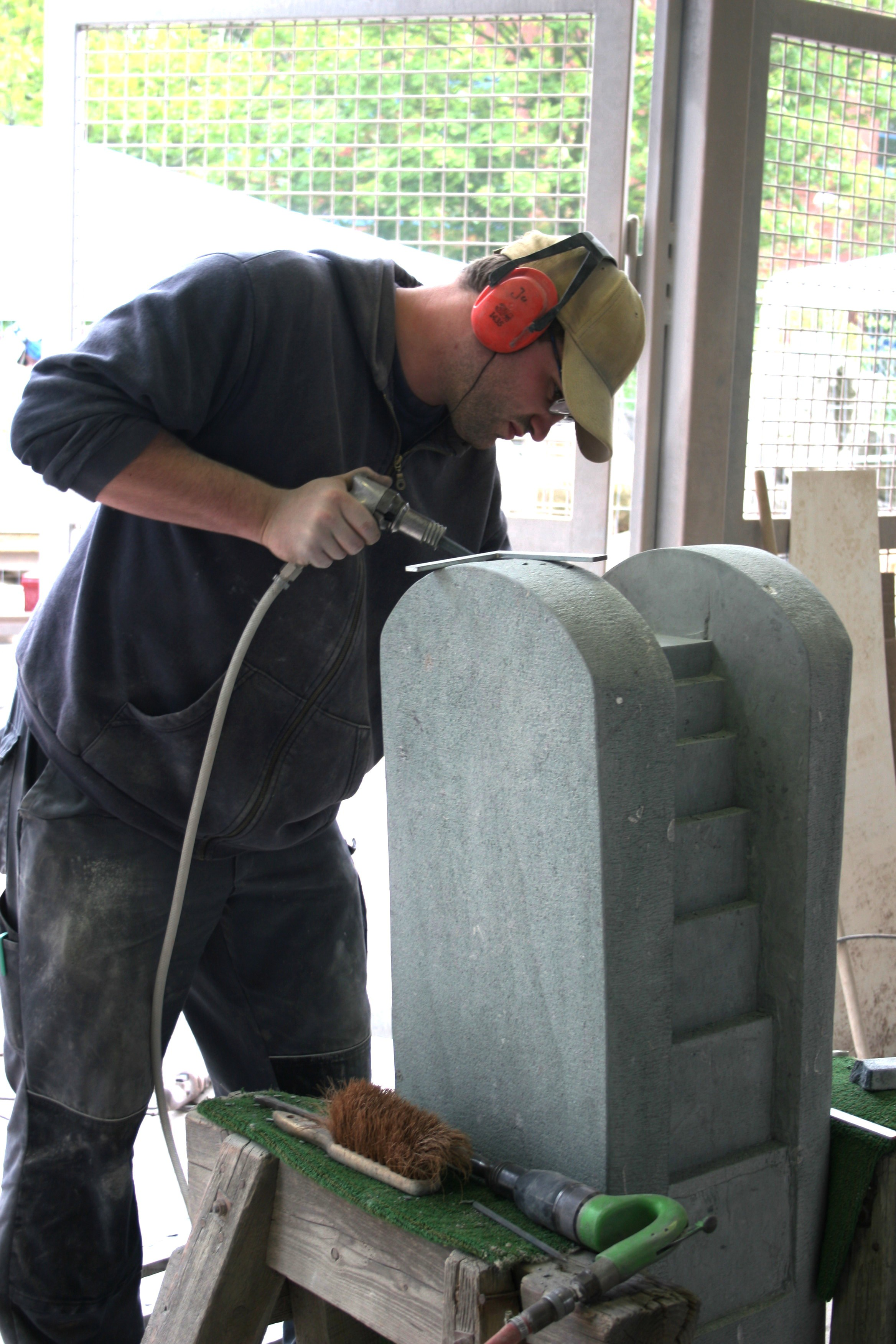
Ein Steinmetz arbeitet mit einem Drucklufthammer

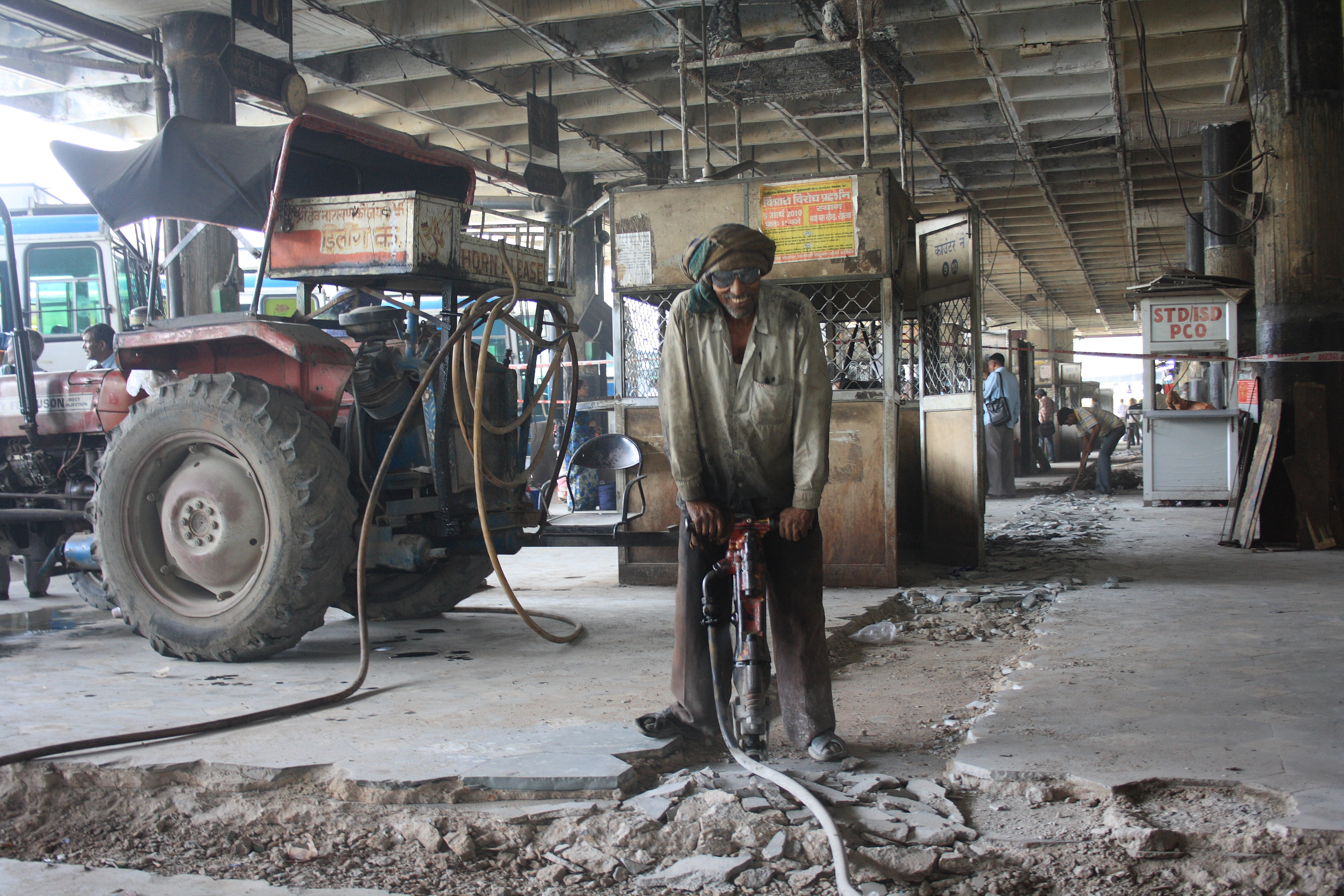
Drucklufthammer in Indien, Turban als „Gehörschutz“

Ein Drucklufthammer (umgangssprachlich Presslufthammer, im Ruhrbergbau auch „Boxer“ genannt) ist eine mobile Maschine, in der ein Kolben durch Luft angetrieben einen Impuls auf ein Werkzeug, den Meißel, überträgt. Die Druckluft wird durch einen motorgetriebenen Kompressor erzeugt und dem Hammer über einen Verbindungsschlauch zugeführt.
Drucklufthämmer gibt es in den unterschiedlichsten Ausführungen, vom einhändig geführten leichten Gerät über schwere, beidhändig geführte Baugeräte bis zu Geräten, die an Baggern angebracht werden. Sie werden auch im Steinmetzhandwerk zu unterschiedlichen Arbeiten eingesetzt, beispielsweise zum Abarbeiten von Naturwerksteinoberflächen oder zum Herstellen händischer Steinschriften.
Neben pneumatischen Hämmern gibt es auch elektrische und benzingetriebene Abbruchhämmer.

## Funktion
Wird der Kompressor gestartet, fließt die verdichtete Luft über den robusten Schlauch zum Drucklufthammer. Dort wird über ein handbetätigtes Ventil der Hammer in Bewegung gesetzt. Die Druckluft gelangt im Betrieb über einen Ventilmechanismus in den Arbeitszylinder des Gerätes. Ein Kolben wird durch die einströmende Luft in Richtung Meißelspitze beschleunigt und trifft dort auf ein Schlagstück. Durch das rasche Abbremsen wird der Impuls übertragen. Die Schlagenergie gelangt über das Schlagstück auf den Meißel. Die Rückholung des Kolbens in die Ausgangslage erfolgt gesteuert durch Luft oder eine Rückholfeder. Die Kombination aus hohem Impuls, kleiner Meißelspitze und dem beidhändigen Ansetzen des Werkzeugs ergibt eine enorme Kraft, die den Drucklufthammer etwa beim Straßenbau (Aufbrechen von vorhandenen Straßen) oder beim Abbruch von Gebäuden zu einem unverzichtbaren Werkzeug macht.

## Auswirkungen auf die Gesundheit
Durch Drucklufthämmer in den Körper eingeleitete Schwingungen können zu einer Berufskrankheit (vibrationsbedingtes vasospastisches Syndrom) führen. Außerdem macht die Luft, die dem Hammer rhythmisch entweicht, dieses Werkzeug zu einem der lautesten im Hoch- und Tiefbau. Einige Hersteller bieten sowohl eine Vibrations- als auch eine Geräuschdämpfung an. Trotzdem sollte man unbedingt Gehörschutz sowie eine Schutzbrille verwenden. Vor allem beim Stemmen von Beton können Splitter das Auge treffen.

## Entwicklung

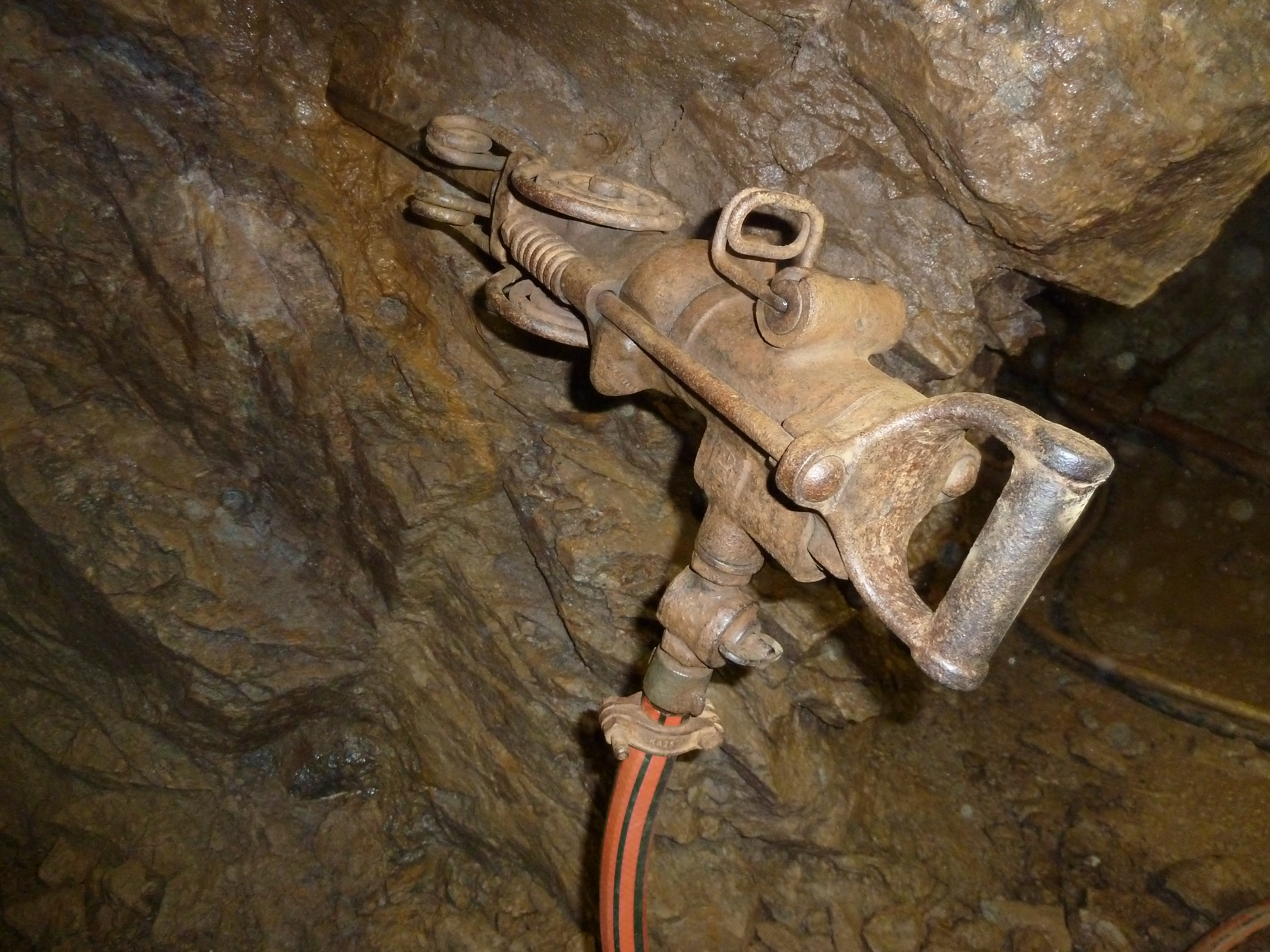
Drucklufthammer im Bergbau

Erste Drucklufthämmer wurden im Bergbau und der Gießereitechnik dort eingesetzt, wo bereits Druckluft zur Verfügung stand, Beispiel Abbauhammer.
Beim Bau des Mont-Cenis-Tunnels in Europa (1857–1870) wurden erstmals druckluftbetriebene Bohrhämmer eingesetzt. Die Bohrmaschine war eine Entwicklung von Germain Sommeiller, einem französischen Ingenieur. Dabei wurden bereits, wie später allgemein üblich, mehrere Bohrhämmer parallel auf einer auf Schienen laufenden Bohrlafette montiert. Gegenüber dem zuvor angewendeten Schlagbohren von Hand konnten somit die Löcher zur Aufnahme der Sprengladungen in einem Bruchteil der Zeit hergestellt werden.
Ähnliche Bohrgeräte verwendete man 1866 beim Bau des Hoosac-Tunnels in den USA. Die dort eingesetzten Modelle waren anfangs noch sehr störanfällig. So fielen in 4 Monaten Tunnelbau über 1000 Geräte aus. Um 5 bis 6 Hämmer gleichzeitig einzusetzen, waren 40 Geräte nötig. Der Preis von 400 $ für einen Hammer war enorm (ein guter Revolver kostete unter 10 $). Verbessert wurde die Situation durch ein neues, verstärktes Modell, welches am 31. Oktober 1866 auf den Markt gebracht wurde. Bei gleicher Leistung war die Ausfallrate deutlich geringer. So wurden nur noch 2 bis 3 Maschinen benötigt, um den kontinuierlichen Einsatz eines Hammers sicherzustellen.
Ein weiteres Patent für Drucklufthämmer wurde 1904 der Herner Firma Flottmann erteilt. Die Flottmann-Bohrhämmer kamen erstmals im Bergbau des Ruhrgebiets zum Einsatz und steigerten die Förderleistung der Bergleute – verglichen mit der herkömmlichen Technik mit Hammer und Meißel sowie Spitzhacken – enorm.
Mit der Entwicklung mobiler Kompressoren eroberte sich der Drucklufthammer zahlreiche weitere Anwendungen, vor allem im Baugewerbe. Die Weiterentwicklung dieser Werkzeuge zielte immer darauf hin, die Belastung für Mensch und Umwelt zu reduzieren. Maßnahmen waren: Gewichtsreduktion und Geräusch- und Vibrationsdämpfung. Eine Variante von Drucklufthämmern ist der Hydraulikhammer. Hier wird statt Druckluft Hydrauliköl als Trägermedium für die Energie eingesetzt.

## Sonstiges

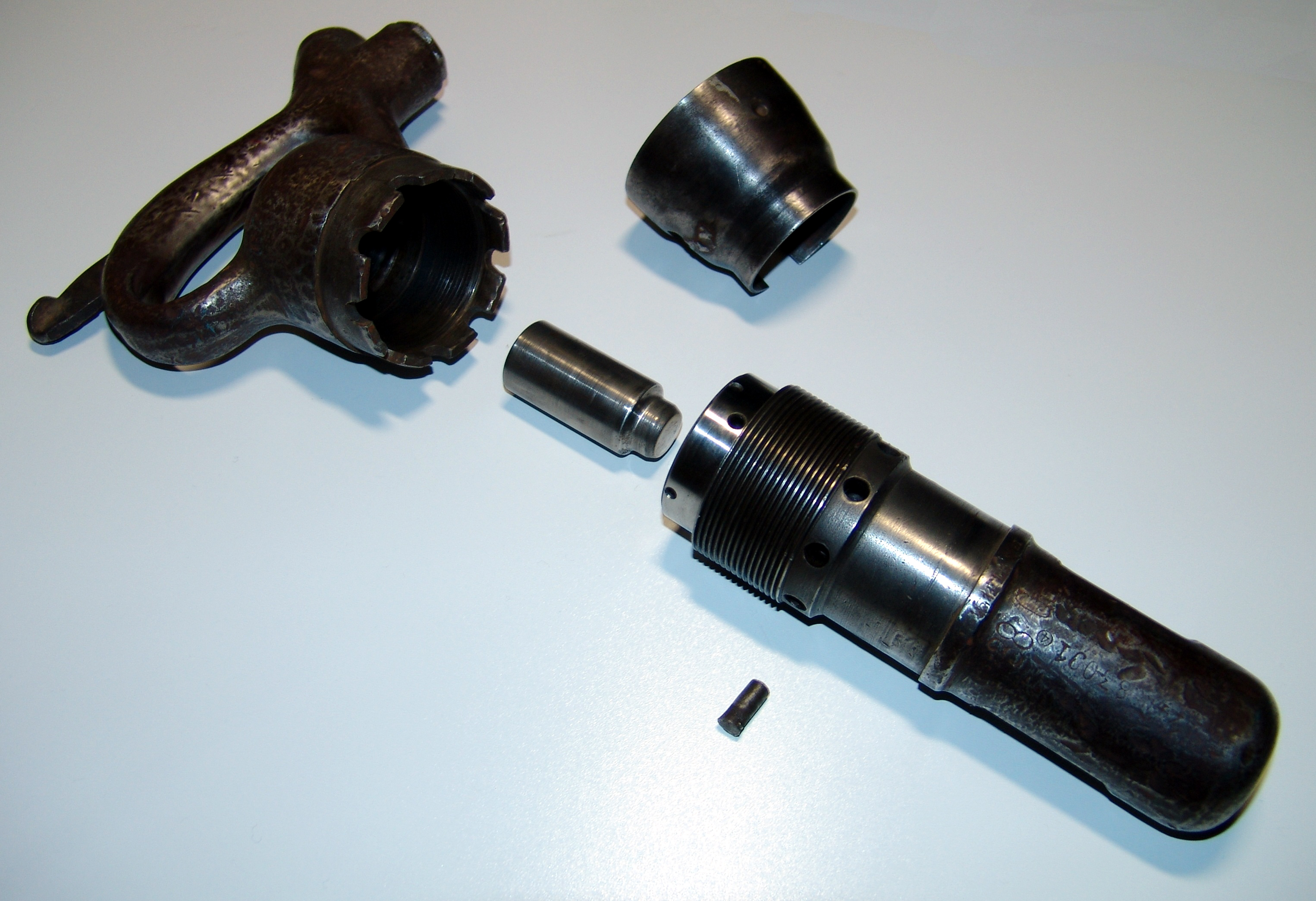
Drucklufthammer, welcher in einem Ausbesserungswerk der Deutschen Bundesbahn mit einem Meißel zum Abstemmen von Nietköpfen und auch mit einem speziellen Niet-Meißel eingesetzt wurde.

In gleicher Technik wurden Drucklufthämmer auch als Niethämmer eingesetzt, als im Stahl-, Schiffbau und bei der Eisenbahn z. B. an den Kesseln der Dampfloks noch warm genietet wurde. Diese Hämmer waren statt eines Meißels mit dem Nietwerkzeug ausgerüstet.
Der Drucklufthammer darf nicht verwechselt werden mit einem Lufthammer oder einem Vibrationsstampfer.
Nach dem gleichen Prinzip wie ein Drucklufthammer arbeitet der Druckluftnadler.